# Crash d'un C-123 sur l'île de Jeju en 1982
Le 5 février 1982, un Fairchild C-123J de la force aérienne de la République de Corée s'écrase alors qu'il s'approchait de l'aéroport international de Jeju, sur l'île de Jeju en Corée du Sud. Les 47 passagers et 6 membres d'équipage meurent dans le crash. Il s'agit du quatrième accident le plus grave de l'histoire de l'aviation sud-coréenne. L'avion était engagé dans une mission d'entraînement et a affronté une mauvaise météo avant de s'écraser près du mont Halla, un volcan endormi,.
Les 47 soldats appartenaient au 707e bataillon de missions spéciales, une unité d'élite de l'armée sud-coréenne, faisant de l'accident le jour plus coûteux en termes de pertes de toute l'histoire de l'unité.